# Gérard Schaller
 (janvier 2019).
Si vous disposez d'ouvrages ou d'articles de référence ou si vous connaissez des sites web de qualité traitant du thème abordé ici, merci de compléter l'article en donnant les références utiles à sa vérifiabilité et en les liant à la section « Notes et références ».
Pour les articles homonymes, voir Schaller.
Gérard Schaller (né le 17 septembre 1958 à Antony) est un journaliste français.

## Formation
Après des études de Relations publiques et de Sciences économiques, il obtient le diplôme du Centre de formation des journalistes, rue du Louvre à Paris (1981).

## Presse
Ancien entraîneur d’athlétisme et passionné de sport, il entre à L’Équipe Magazine et y participe au lancement de sa nouvelle formule (1982).
Rédacteur puis Grand reporter, il en devient rédacteur en chef adjoint (1989) avant de lancer, pour le compte du même groupe de presse Amaury (Le Parisien, L’Équipe) - en association avec le groupe allemand Axel Springer Verlag -, un bimensuel d’informatique grand public « Computer Plus » (1998), dont il devient le rédacteur en chef (1999). Il intègre ensuite la rédaction du quotidien Le Parisien, où il est notamment chargé de la refonte des pages départementales et régionales.

## Édition
De retour à L’Équipe, il participe activement au développement du secteur éditions. Parmi ses réalisations, deux gros ouvrages présentés sous forme de coffrets, et une série bimensuelle :
- « 1896-2004 : D’Athènes à Athènes » (560 pages, 2 tomes), sur l’histoire des Jeux olympiques, paru en octobre 2003 et dont l’édition internationale a été vendue dans une dizaine de pays (meilleur livre de sport 2003 en Grande-Bretagne),
- « XV de France : la grande aventure » (512 pages), sur l’histoire de l’équipe de France de rugby, paru en octobre 2006,
- « L'Équipe raconte : la grande histoire du Tour de France » (45 fois 64 pages), série de 45 livres en coédition avec Cobra, parus toutes les deux semaines en 2011-2012.

Au même titre, il fut également responsable notamment des livres annuels sur la saison de rugby et de formule 1 (2007-2010) ; régulièrement des "Livres de l'année" du quotidien sportif ; de guides pour le quotidien L'Équipe ; ainsi que des livres sur la saison du Quinze de France (2004-2005) et la saison de Formule 1 (2005) pour MaxiLivres.
Hors livres, il fut également l’auteur d’un CD-Rom, « La légende du siècle » (2000), d'agendas scolaires L'Équipe (2001 et 2002) et d’un jeu de société, « Le jeu de L’Équipe » édité par L’Équipe et Ravensburger (2002).
En tant qu'auteur indépendant, il publie :
- en 2012 : 
  - Petites histoires de 100 mètres et autres disciplines olympiques (Éditions Hugo Sport), avec Étienne Bonamy ;
  - 100e Tour de France, Les grands moments (Éditions de l’Archipel);
  - 100e Tour de France, Meilleurs souvenirs (Éditions Place des Victoires) ;
  - 100e Tour de France, collection Tout découvrir (Éditions Novedit) ;
  - Naissance des champions (Éditions Hugo Sport), avec le photographe François Rousseau.
- en 2013 :
  - Jeu de mains, Jeu de Toulousains (Éditions Hugo Sport), avec Pierre Villepreux.
- en 2014 :
  - Le Petit Livre du Stade Toulousain (Éditions Hugo Sport) ;
  - Le Guide de la Coupe du monde de football, hors-série du magazine Télé Magazine.
- en 2015 :
  - Thalassa, 40 ans, La mer et les hommes, livre officiel de l'émission télévisée (Éditions Hugo Images).
- en 2016 :
  - Thalassa, de caps et d’îles (Hugo Images) ;
  - Prendre la vague (Hugo Images) ;
  - L’année du sport 2016 (Attitude).
- en 2020 :
  - Le Petit Livre du Stade Toulousain (Éditions Hugo Sport) Réédition actualisée.
- en 2021 :
  - Animaux merveilleux en danger (Hugo Images) ;
  - Un souffle d'espoir d'Alexandre Allain (Hugo Doc).
- en 2022 :
  - Centennial Winter Olympics 2022 Beijing, China (People's Publishing house). Deux éditions publiées en mandarin et en anglais, exclusivement en Chine populaire ;
  - Born to walk de Violette Duval (Hugo Doc) ;
  - Le Petit Livre du XV de France (France Rugby, Éditions Hugo Sport).
- en 2023 :
  - Le Club des 100 (Stade Toulousain, Éditions Hugo Sport), avec Bruno Gravelet.

Il est également intervenu en tant que chargé de cours à la Sport Management School (Paris) et en tant que conférencier dans d'autres écoles (notamment l'IUT de journalisme de Bordeaux). Enfin, il a collaboré à partir de 2019 en tant que rédacteur des comptes-rendus des auditions en commissions parlementaires à l'Assemblée Nationale (tous sujets).